# Castelo Largie (Rhunahaorine)
O Castelo Largie é um castelo em ruínas em Rhunahaorine, Argyll and Bute, Escócia.

## História
O castelo foi construído pelo clã MacDonald de Largie.
Após a batalha de Rhunahaorine Moss, o castelo foi arrasado pelas forças do General David Leslie, em 1647.